# За Родину, за Сталина!

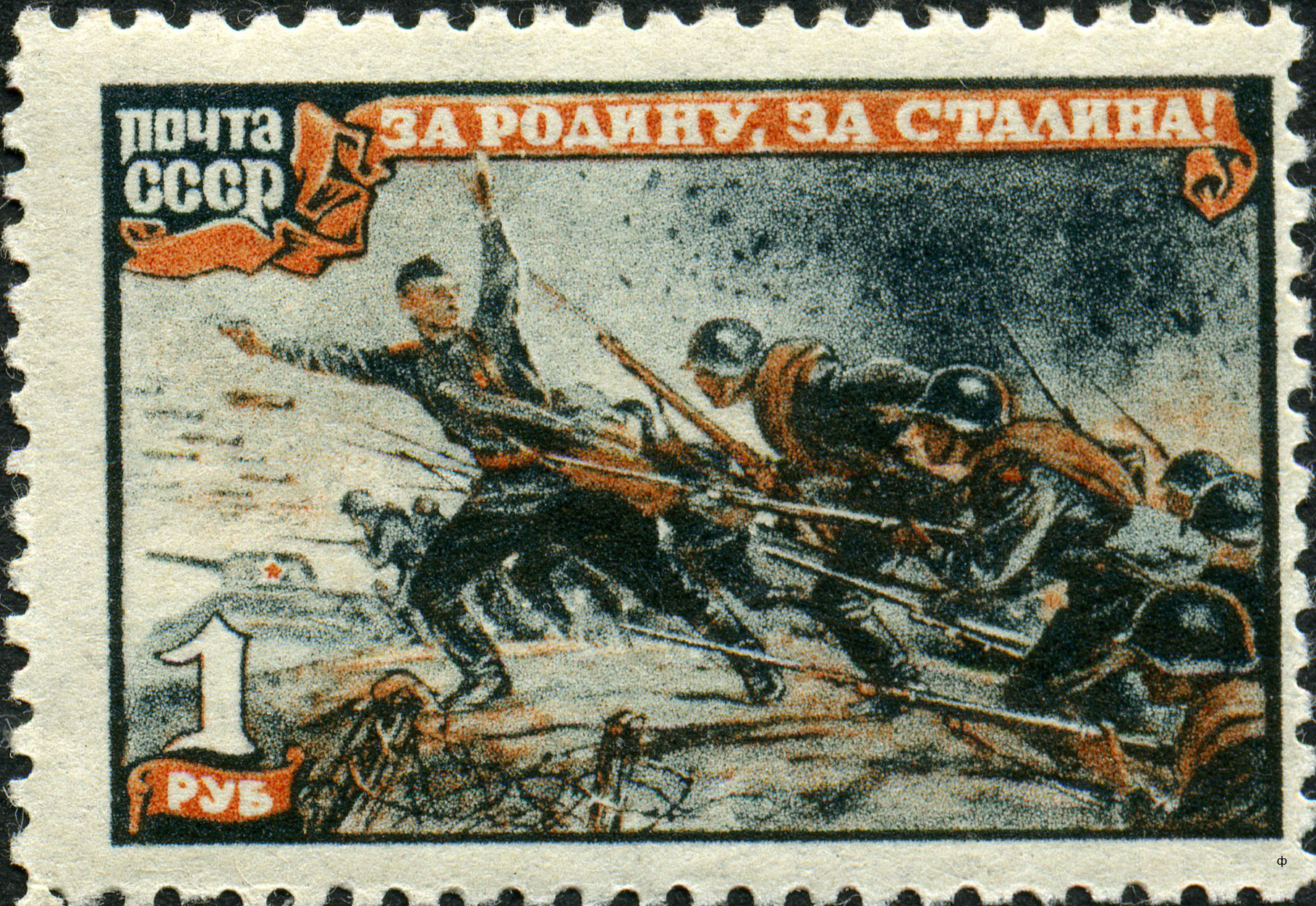
Почтовая марка СССР, За Родину, за Сталина!, 1944 год.

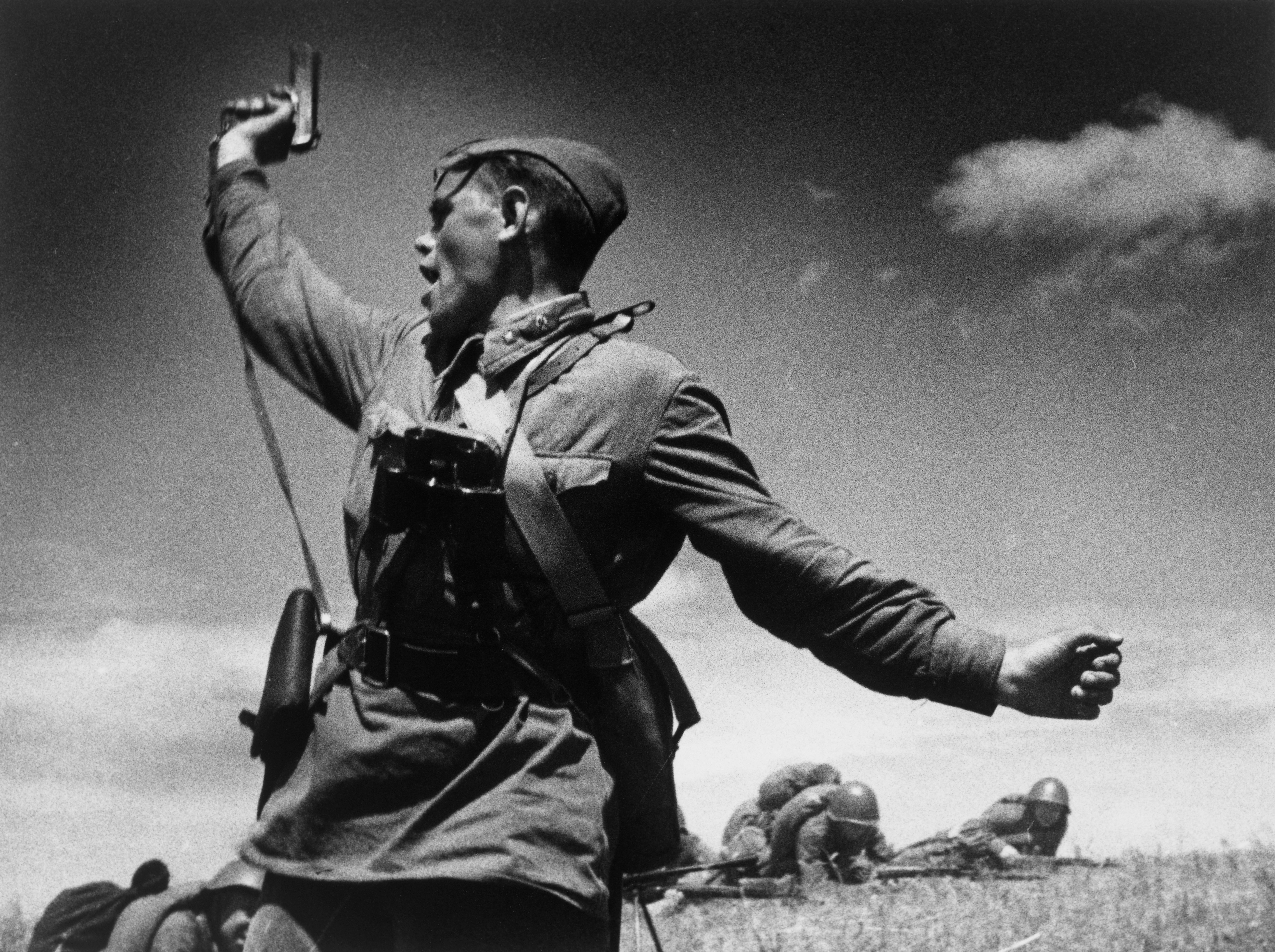
«Комбат» — фотография М. Альперта, снимок использовался журналистами как символ командиров и политработников, по официальной версии считалось, что на фото изображен младший политрук А. Г. Еременко.

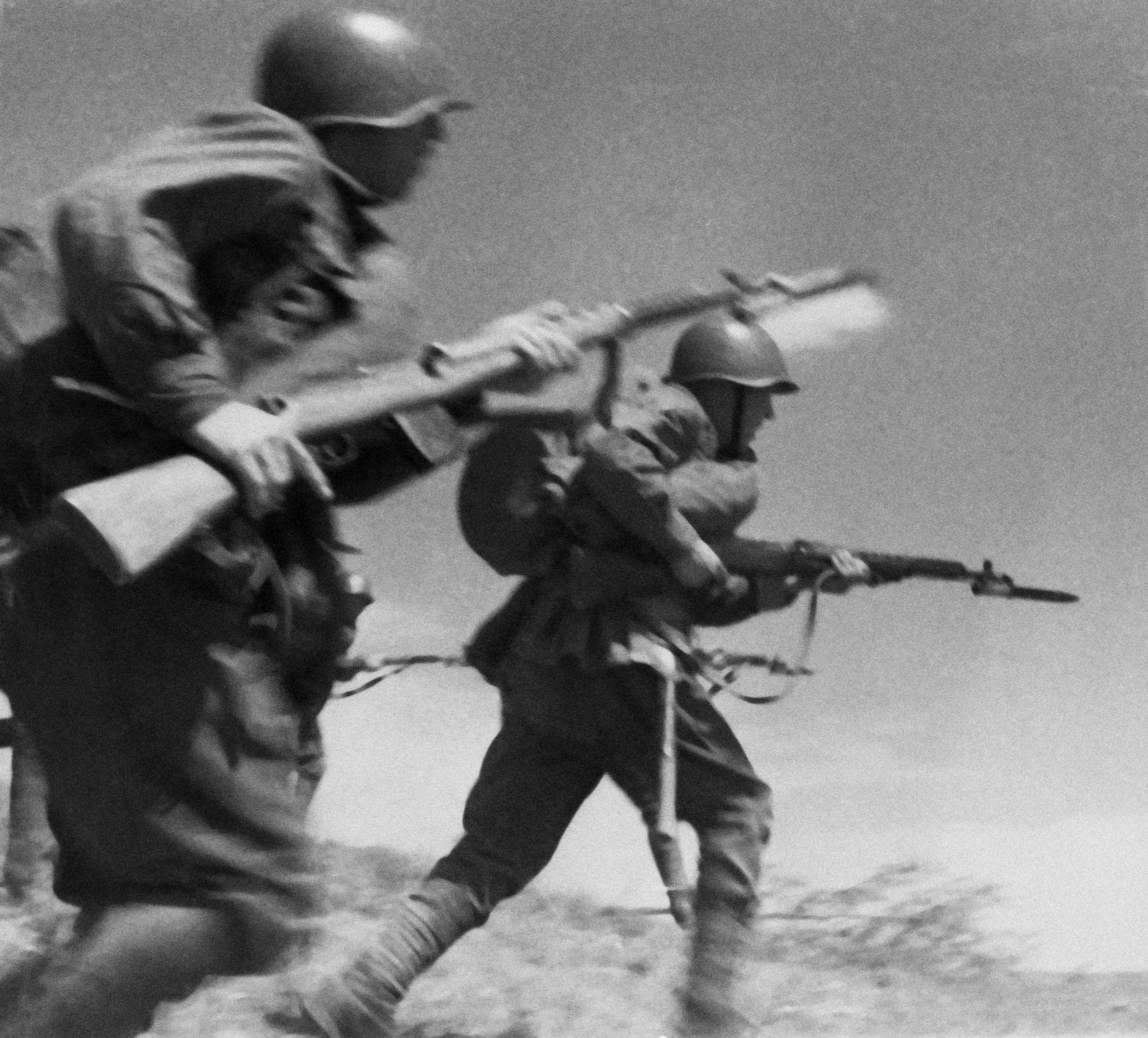
Бойцы Красной Армии идут в атаку, Великая Отечественная война, 1941 год.

«За Родину, за Сталина!» — политический лозунг, применявшийся некоторыми участниками военных действий как боевой клич в Красной армии и на флоте во время Великой Отечественной войны.

## Использование в СМИ
В печати появился в сентябре 1938 года в статьях газет «Правда» и «Красная Звезда» о боях за озеро Хасан (шли с 29 июля по 8 августа): «„Вперёд, за Родину, за Сталина!“ — кричим мы с командиром во весь голос» («Правда», 1 сентября, статья «За родину!» заместителя политрука Г. Сазыкина); «за Родину, за Сталина не пожалею жизни!» (письмо бойца Ивана Некимина, цитируется в «Красной Звезде», 11 сентября).
17 июня 1939 года опубликована песня «Авиационная» на слова Лебедева-Кумача, прозвучавшая в фильме «Эскадрилья № 5», где есть строчка «За Родину, за Сталина».
В 1940 году лозунг появился на предвыборных плакатах уже в канонической форме «За Родину, за Сталина!»
Девизом «За Родину, за Сталина!» в разных вариациях завершались некоторые приказы о наступлении в Красной Армии.
Приказ командующего войсками Ленинградского фронта 67-й армии о проведении операции «Искра» от 11 января 1943 года завершался призывом:

Пусть воссоединится со всей страной освобождённый от вражеской осады Ленинград.
В бой, в беспощадный бой с врагом, мужественные воины!
За Ленинград, за Родину, за Сталина! Вперёд!

Фраза встречается в названиях книг того периода:
- Щукин К. П. За родину, за Сталина: сборник материалов о боевых эпизодах действующей Красной Армии. — Л., 1941.
- За Родину, за Ленинград. — Л., 1944.
- Тичина П. Г. За Сталина, за Родину, за мир! — М.: Советский писатель, 1951.

## Историческая достоверность
Алексей Иванович Калабин вспоминал:

В ночь с 1 на 2 октября нам был дан приказ форсировать Днепр. Мы должны были захватить немецкий плацдарм и удержать его до прихода наших остальных сил. В распоряжении у нас 14 лодок, в каждой — по 7 человек. Отплыв какое-то расстояние от берега, наши лодки стали тонуть одна за другой: плохо были законопачены. Солдаты подняли крик: «Помогите!» Немец проснулся — давай поливать нас пулеметным, артиллерийским, минометным огнём. Все наши кто руками, кто подручными средствами стали ускорять греблю. Не доплыв несколько метров до цели, и наша лодка была подбита. Ничего не оставалось, как вплавь добираться до берега. У меня ко всему прочему за ремнем — телефонный провод, с помощью которого должны связь тянуть. Выскочили на берег и пошли в атаку: «Ура! За Родину! За Сталина!»
— 
Из описания боевого подвига Григория Фадеевича Арлашкина: «В самый критический момент боя, когда противник для того, чтобы организоваться, сильным пулеметным огнём и огнём самоходных орудий пытался приостановить наступление цепи, товарищ Арлашкин, выбежал вперед боевых порядков с криком „За Родину, за Сталина“ увлек за собой бойцов, опрокинул противника и на плечах бегущих в панике фашистов батальон ворвался в город Мельзак и после 4-х часового уличного боя, штурмом овладел центральной частью города».
Ветеран штрафбата Александр Васильевич Пыльцын: 

И я считаю: те, кто теперь говорят о том, что тогда, вставая в атаку, не кричали «За Родину, за Сталина!», а если эти слова и произносились, то только политруками, — лукавят. Или им не приходилось личным примером поднимать взводы или роты в атаку. Не часто звучали эти слова, не всегда для них были подходящие обстоятельства, но я, например, не раз произносил их, хотя и не был политработником по должности. Наверное, каждый боевой офицер-коммунист считал себя немного комиссаром в лучшем смысле этого слова. Так было— Пыльцын А. В. Правда о штрафбатах. Как офицерский штрафбат дошел до Берлина.
.
В произведениях Виктора Некрасова также присутствует лозунг «За Родину! За Сталина!»: 

Приказ есть приказ. Людей, человек двадцать, я собрал, но до выполнения задания забежал к Ваньке Фищенко и угощен там был полной кружкой горилки. Кончилось всё медсанбатом. Сколько мы там пробежали, «За Родину! За Сталина!», уже не помню, помню только, что с поля боя волокло меня не менее четырёх человек — как-никак командира из-под огня спасали— Некрасов В. По обе стороны Стены: Мемуарные записки
Из воспоминаний Сергея Дмитриевича Горелова: «Поражения не могли нас сломить — мы к ним относились как к временному явлению. Настолько было цельное воспитание и так велика любовь к Родине. Клич „За Сталина! За Родину!“ звучал для нас как молитва! За всю войну я даже признака трусости нигде не видел! Может быть, где-то это и было. Но в своём окружении я с этим явлением не встречался»
Из воспоминаний ветерана войны, протоиерея Дмитрия Хмеля: «Я видел, что почти все солдаты не только кричали „за Родину, за Сталина“, но и молились. И так с молитвой, с верой рвались в бой».
Ряд современных историков оспаривают утверждение о том, что солдаты повсеместно шли в бой под лозунгом «За Родину, за Сталина!». В частности, историк и глава «Мемориала», А. Рогинский, даёт следующую оценку

Миф — что солдаты бежали в атаку с именем Сталина. Солдаты бежали совершенно с другими русскими словами в устах — об этом свидетельствуют мемуаристы и письма ветеранов.

Доктор исторических наук Г. Мирский:

Так вот. Уже в феврале того же года, я говорю мне 15 лет, ещё до того, как я поступил работать в теплосеть, я был санитаром в госпитале здесь, в Москве. Прибывали раненые с фронта. И я с ними беседовал, разговаривал, на несколько лет они старше меня были, многие умирали, утром приходишь, в морг его надо везти. Так вот, они рассказывали о том, как они воюют и как их гонят в атаку неподготовленных совершенно, и как они погибают. И когда я спрашиваю «А интересно, вот, вы кричите „За родину, за Сталина?“» Они говорят: «Да ты что? Только „Ура!“ кричишь или матом орёшь, вот и всё. А там политрук сзади и так далее»…
Установленный ФАКТ. Атака подлодки С 13 на «Густлов». Три поражают цель, четвёртая, с надписью «За Сталина», застревает в трубе торпедного аппарата, готовая взорваться при малейшем сотрясении. Но у Маринеско умение дополняется везением.
— 
Писатель-мемуарист, профессор Н. Н. Никулин:

«Выйдя на нейтральную полосу, вовсе не кричали „За Родину! За Сталина!“, как пишут в романах. Те, кто победил, либо полегли на поле боя, либо спились, подавленные послевоенными тяготами. Остались у власти и сохранили силы другие — те, кто загонял людей в лагеря, те, кто гнал в бессмысленные кровавые атаки на войне. Они действовали именем Сталина, они и сейчас кричат об этом. Не было на передовой: „За Сталина!“. Комиссары пытались вбить это в наши головы, но в атаках комиссаров не было. Всё это накипь…— Воспоминания о войне
Правозащитница и диссидент Елена Боннэр, которая на протяжении всей Великой Отечественной войны была в армии, так описывает этот лозунг: «С начала и до конца войны, а потом ещё немножко после неё, приблизительно до конца августа 1945-го, я была в армии. Не в штабах, а среди этих самых раненых солдат и моих рядовых солдат-санитаров. И я ни разу не слышала „В бой за Родину! В бой за Сталина!“. Ни разу! <…> Воевали не за Родину и не за Сталина, просто выхода не было: впереди немцы, а сзади СМЕРШ».
В ходе опросов ветеранов военными историками А. Драбкиным, К. Чиркиным и другими на сайте «Я помню» им задавались, в числе прочих, и вопросы о том, слышали ли они лично крики «За Сталина!». Были получены и утвердительные ответы.
М. Бахтин, по воспоминаниям В. Кожинова, считал, что на фронте были люди верующие в сакральное значение формулы «За Сталина!» — они считали, что упоминание Сталина поможет им выжить в сложной боевой ситуации.